# Lucas Herrera y Obes
Lucas Herrera y Obes war ein uruguayischer Politiker und Unternehmer.
Der die 1868 auf den Ländereien seines kapitalgebenden Mitgesellschafters José de Buschenthal gegründete Fleischfabrik Extractum Carnis de la Trinidad leitende Bruder von Julio Herrera y Obes saß vom 15. Februar 1888 bis 14. Februar 1891 und erneut vom 15. Februar 1897 bis zum 10. Februar 1898 als Abgeordneter für das Departamento Montevideo in der Cámara de Representantes. Zwischen diesen beiden Mandaten belegte er im Zeitraum vom 9. Februar 1891 bis zum 2. Februar 1894 und vom 9. Februar dieses Jahres bis zum 4. Januar 1897 einen Sitz als Senator für das Departamento San José in der Cámara de Senadores.
Dr. Lucas Herrera y Obes war seit 1855 mit seiner Cousine zweiten Grades Ana Alvarez verheiratet. Aus dieser Ehe stammen der Maler Carlos María Herrera und Juan Andrés Herrera.